# لوب پیشانی

پویانمایی. لوب پیشانی (قرمز) از نیم‌کره مغزی سمت چپ.

لوب پیشانی یا لوب قدامی (به انگلیسی: Frontal Lobe) بزرگترین بخش از چهار لوب اصلی در مغز پستانداران است، و در جلوی هر نیمکره مخ (شامل لوب گیجگاهی و لوب آهیانه ای) قرار گرفته است. این قسمت توسط شیار مرکزی از لوب آهیانه ای جدا می‌گردد و شیار جانبی آن را از لوب گیجگاهی جدا میکند. جلویی ترین قسمت گرد جلویی لوب پیشانی به عنوان قطب فرونتال و یکی از سه قطب مغزی نامیده میشود. 